# Voclosporine
La voclosporine, est un médicament utilisé dans certaines néphropathies. Elle est vendue sous la marque Lupkynis.

## Mode d'action
Il s'agit d'un inhibiteur de la calcineurine.

## Usage médical
La voclosporine est un médicament utilisé pour traiter la néphrite lupique. Il est utilisé chez les personnes atteintes d'une maladie grave en association avec le mycophénolate mofétil et les corticostéroïdes. Le médicament est pris par voie orale.

## Effets secondaires
Les effets secondaires de ce médicament comprennent l'hypertension artérielle, le dysfonctionnement rénal, la diarrhée, les maux de tête, la toux, les douleurs abdominales, la perte de cheveux, les tremblements ou les aphtes. D'autres effets secondaires peuvent inclure un taux élevé de potassium ou un allongement de l'intervalle QT. Il n'est généralement pas utilisé chez les personnes souffrant d'une mauvaise fonction rénale de longue date ou d'une hypertension artérielle. L'utilisation de ce médicament pendant la grossesse peut nuire au fœtus. Il interagit avec le pamplemousse.

## Histoire
Le médicament a été approuvé pour un usage médical aux États-Unis en 2021 et en Europe en 2022,. Aux États-Unis, cela coûte environ 13 400 dollars américains  par mois. Il n'est pas approuvé au Royaume-Uni en 2022. Il a été étudié auparavant pour les yeux secs.